# Ella
Ella je ženské křestní jméno. Ve španělštině a francouzštině znamená ona. Pravděpodobně může pocházet z praseverského prvku *alja = „další“, „cizí“ a visigótského ali „další“, „cizí“.
Varianta Elli znamená „věk“ a pochází ze staroseverštiny.

## Známé nositelky
- Elle Alexander, americká režisérka
- Ella Balinska, britská herečka
- Elle Fanning, americká herečka
- Ella Nollová, česká herečka
- Ella Šárková, česká herečka
- Elle Alexander, americká režisérka
- Ella Fitzgerald, americká zpěvačka
- Ella Henderson, britská zpěvačka
- Elly van Hulst, nizozemská atletka
- Ella James, spisovatelka
- Ella Johnson, americká jazzová zpěvačka
- Ella Kovacs, rumunská atletka
- Elle Macpherson, australská modelka
- Elly Oehlerová, česká architektka
- Ella Joy Anna Peštová Habera, dcera modelky Daniely Peštové a zpěváka Pavla Habery
- Ella Purnell, britská herečka
- Ella Rainesová, americká herečka

- Hellé – V řecké mytologii byla dcerou orchomenského krále Athamanta a jeho manželky Nefelé, bohyně oblaků. Jejím bratrem byl Frixos.
- Elli Hatschek, německá členka odporu
- Elli Kokinou, řecká zpěvačka
- Elli Medeiros, francouzská zpěvačka a herečka
- Elli Papakonstantinou, divadelní režisérka, libretistka, překladatelka a aktivistka
- Elli Parvo, italská herečka
- Svatá Elli – velšská světice